# Кејп Сент Клер (Мериленд)
Кејп Сент Клер (енгл. Cape St. Claire) насељено је место без административног статуса у америчкој савезној држави Мериленд.

## Демографија
По попису из 2010. године број становника је 8.747, што је 725 (9,0%) становника више него 2000. године.
| Група             | 2000.         | 2010.         |
| Белци             | 7.335 (91,4%) | 7.630 (87,2%) |
| Афроамериканци    | 308 (3,8%)    | 378 (4,3%)    |
| Азијати           | 91 (1,1%)     | 139 (1,6%)    |
| Хиспаноамериканци | 171 (2,1%)    | 393 (4,5%)    |
| Укупно            | 8.022         | 8.747         |